# Mesquita de Murat Reis
La Mesquita de Murat Reis (en grec: Τζαμί Μουράτ Ρέις; en turc: Murat Reis Camii) és una mesquita de l'època otomana de l'illa egea de Rodes, a Grècia. Anomenada en honor de Murat Reis el Vell, un important almirall de l'Armada otomana, la mesquita continua dempeus; li cal restauració i no és oberta al culte, com la majoria de les mesquites otomanes que són a Rodes. Destaca pel seu inusual minaret, un afegit posterior a l'època otomana que va substituir l'estructura original quan l'illa restà sota administració italiana després de la Guerra italo-turca.

## Història
La va erigir al voltant del 1623 Ebubekir Paixà en l'emplaçament d'una església anterior dedicada a sant Antoni, en honor de Murat Reis, destacat almirall otomà de l'època del soldà Solimà I el Magnífic. Ell mateix en fou soterrat al cementeri, i la seua tomba es va convertir en objecte de culte per a la població musulmana de l'illa, així com per a la gent que vivia a l'altre costat de la mar, a la costa d'Anatòlia; visitaven la tomba en peregrinació, portant llums i ofrenes. Era costum sacrificar animals a prop de la tomba i distribuir-ne la carn entre els pobres.
L'edifici el va restaurar el 1797-1798 Mourabıt Hassan Bei, que també hi fou soterrat. Així es desprén de la inscripció que n'hi ha sobre la porta, en què s'indica el benefactor i l'any en què se'n renovà a partir d'una ruïna gairebé total.
El minaret originari de la mesquita fou destruït al maig del 1912 per un bombardeig durant la Guerra italoturca. Posteriorment, el reconstruïren els italians amb la forma que es veu hui, i el van restaurar al 1993. De nou el conjunt va sofrir danys el 2013, quan el mausoleu s'esfondrà per les greus condicions meteorològiques. A la primeria del 2024 es van aprovar noves obres de restauració de la mesquita.

## Arquitectura
La mesquita és a la corba de la carretera principal que duu del port a la platja.
La sala de pregària és quadrada i està adornada amb una cúpula, mentre que la galeria i la punta del minaret estan arrebossades. Al davant, al costat nord-oest, s'alça un pòrtic de tres arcs que sostenen el sostre de fusta, d'acord amb el primer tipus de Bursa que es dissenyà en moltes mesquites turques. La mesquita necessita una restauració urgent.
El mímbar de fusta és a la dreta del mihrab, un nínxol semicircular envoltat de dues columnes de pedra en què no hi ha cap text escrit, tot i que és possible que existís i fos objecte de vandalisme.
Al pati, un cementeri otomà envolta l'edifici, en què encara hui es poden veure les tombes de Murat Reis i altres dignataris. Tres oficials de Solimà, que degueren morir durant la conquesta de l'illa al 1522, també hi són soterrats, la qual cosa indica que la zona es va utilitzar com a cementeri un segle abans que s'erigís la Mesquita de Murat Reis.